# ハリケーン・G
ハリケーン・G（英語: Hurricane G、1970年 - 2022年11月6日）は、アメリカ合衆国のラッパー。本名はグロリア・ロドリゲス（Gloria Rodríguez）。プエルトリコ系アメリカ人。1997年に発表したシングル『サムバディ・エルス』は、ビルボード誌のホット・ラップ・シングルスで10位、ホットR&B/ヒップホップ・シングル&トラックのチャートで54位となった。

## 経歴
ニューヨーク州ブルックリン出身。ヒット・スクワッド初の女性メンバーであり、キース・マレイ、レッドマン、イグジビット、デリンクェント・ハビッツ、ファンクドゥービエスト、ココア・ブロヴァズ（スミフン・ウェッスン）などのアルバムにゲストとして参加しており、パフ・ダディ（ショーン・コムズ）のトラック『P.E.2000』にも参加している。デビュー・アルバム『オール・ウーマン』は1997年に発表された。肺癌によりホスピスで死去、享年52。

## ディスコグラフィ

### スタジオアルバム
- オール・ウーマン（英語版）（1997年）
- マミ&パピ・ウィズ・サースティン・ハウル・III（英語版）（2013年）

### シングル
- "パドレ・ヌエストロ（アウア・ファーザー）"オン・レッド・ホット+ラテン: シレンシオ=ムエルテ
- "サムバディ・エルス"
- トニー・タッチ（英語版）のアルバム『ザ・レゲエトニー・アルバム』からのフィーチャー（2004年）